# Niditinea contrariella
Niditinea contrariella är en fjärilsart som beskrevs av Philipp Christoph Zeller 1877. Niditinea contrariella ingår i släktet Niditinea och familjen äkta malar.
Artens utbredningsområde är Colombia. Inga underarter finns listade i Catalogue of Life.